# 雷峰塔
座標: 北緯30度14分2秒 東経120度8分42秒 / 北緯30.23389度 東経120.14500度
雷峰塔（らいほうとう）は、杭州市西湖区の西湖南岸にある仏塔である。975年に建てられ、6年をかけて完成した。伝説では、呉越王の銭弘俶により、その寵妃である黄氏が子を得たことを祝うために建てられたとされ、古くは「黄妃塔」（または黄皮塔）とも呼ばれた。「雷峰」の名は、西湖南岸の夕照山の最高峰である雷峰頂に由来する。雷峰塔は1924年に倒壊したが、2002年に再建された。

## 歴史

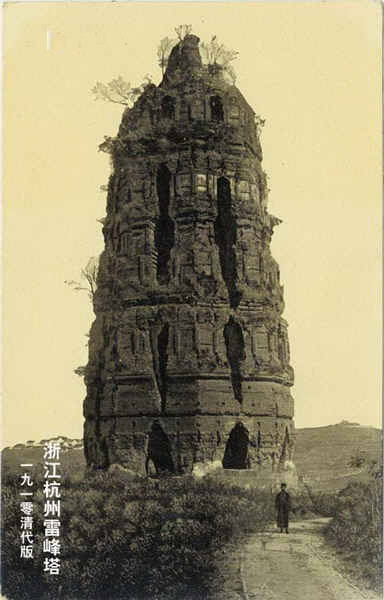
1910年の雷峰塔

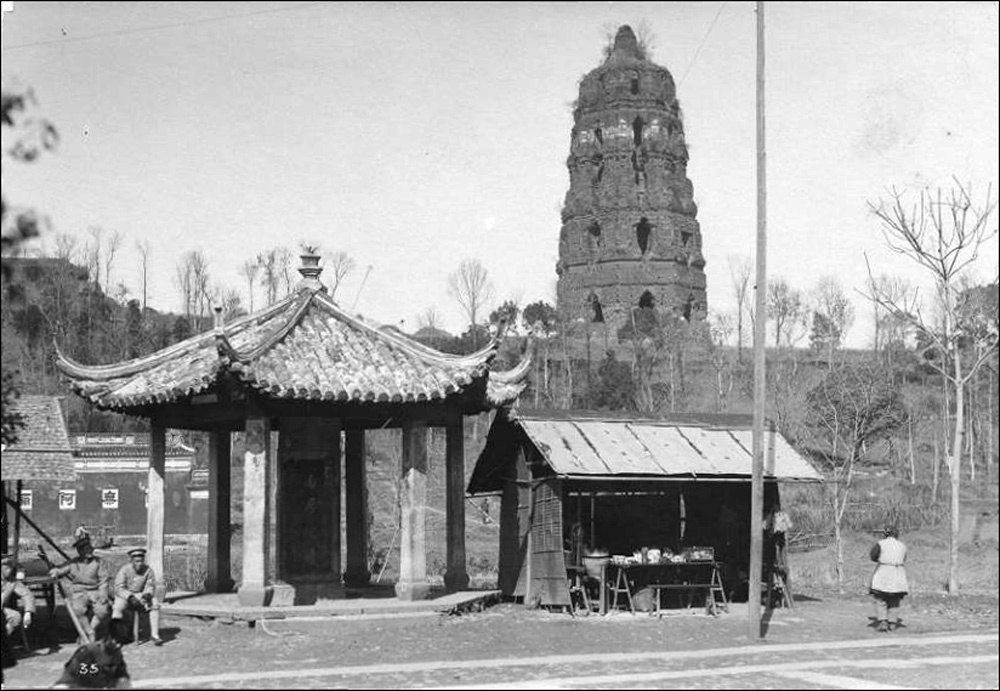
1920年代の雷峰塔

元朝時代には雷峰塔はまだ比較的よく保存されていたらしく、尹廷高「雷峰夕照」詩の中で「千尺の浮図（本来は仏陀を意味するが、ここでは仏塔の意）は兀として空に倚る」と詠んでいる。明の嘉靖年間（16世紀）に倭寇が杭州に侵入したとき、塔の中に明軍が隠れているのではないかと疑って放火したため、木でできた部分（ひさし、欄干、塔頂など）が焼失し、レンガでできた塔身のみが残った。このことは崇禎年間に描かれた西湖の絵によって証明することができる。その後、雷峰塔のレンガが病気を治して体を丈夫にしたり安産に験があるという伝説により、多くの人が塔のレンガをけずり取ったり砕いたりして破片を持ち帰った。さらに、仏典を見つけて金儲けをしようと塔の中に入りこむ輩も現れた。1924年9月25日午後、掘りつくされてほとんど空になった塔の基礎はその重みに耐えられず、突然倒壊した。

## 構造

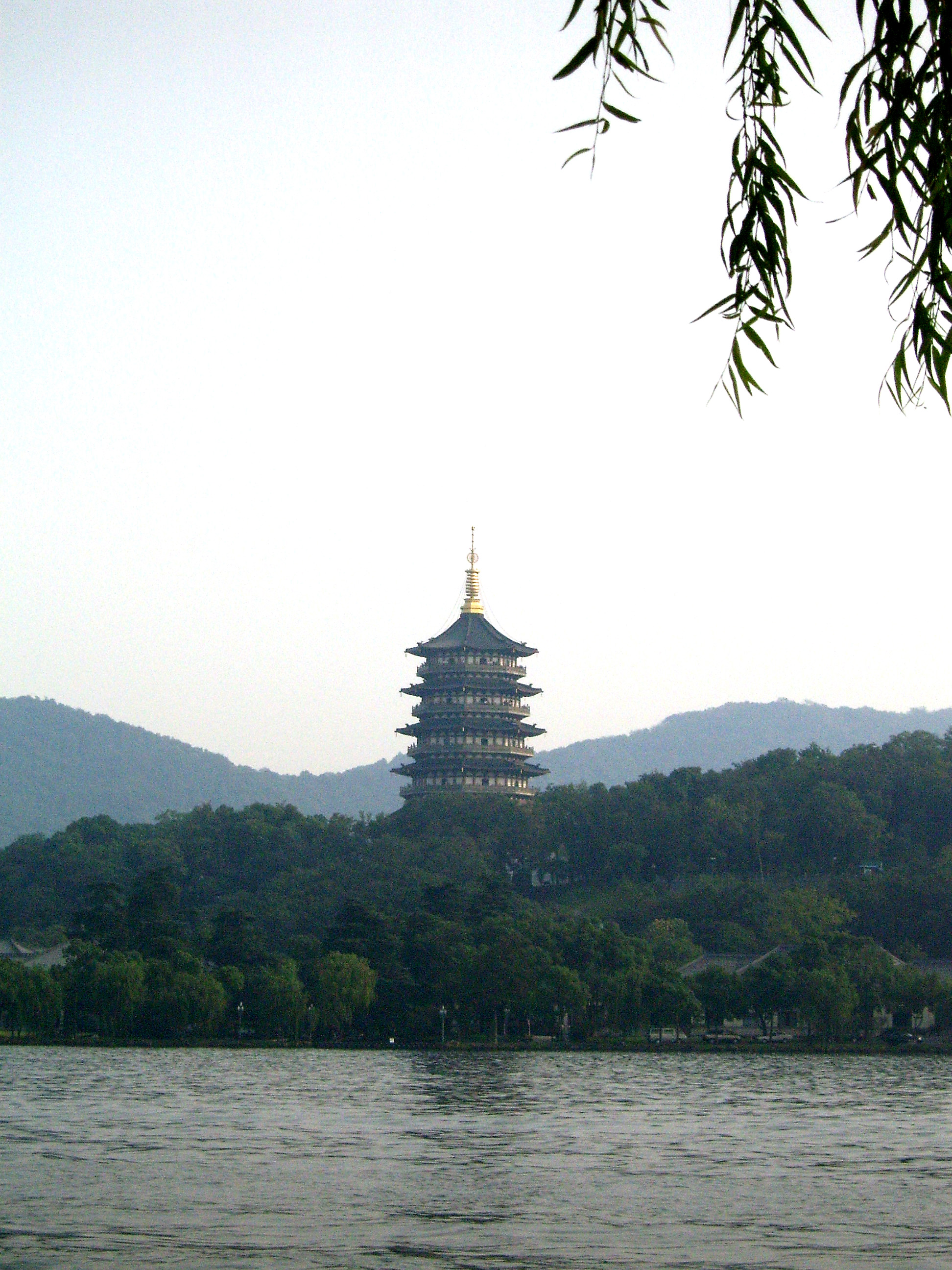
雷峰塔遠景

雷峰塔は本来八角形で五層からなるレンガと木で造られた楼閣式の塔であり、ひさしや廊下・欄干は木造であった。塔の内側の八面には『華厳経』の石刻があり、塔の下には金剛羅漢十六尊があったが、後に浄慈寺に移された。
塔の基礎の下に地下宮があるかどうかは長年の議論の的であったが、後にレーダーなどを使った探査により地下宮の存在が確認され、2001年3月11日に発掘された。地下宮は750kgの石で覆われており、その中央には鉄製の舎利函が、その横には小さな銅製の仏像と四面の銅鏡、および大量の銅銭があった。舎利函の中には、鍍金した銀製の塔（仏の螺髻髪を納める）・方形の銅鏡一面・その上に鍍金した銀製の箱・皮の帯・小さな青いガラス瓶があった。

## 再建

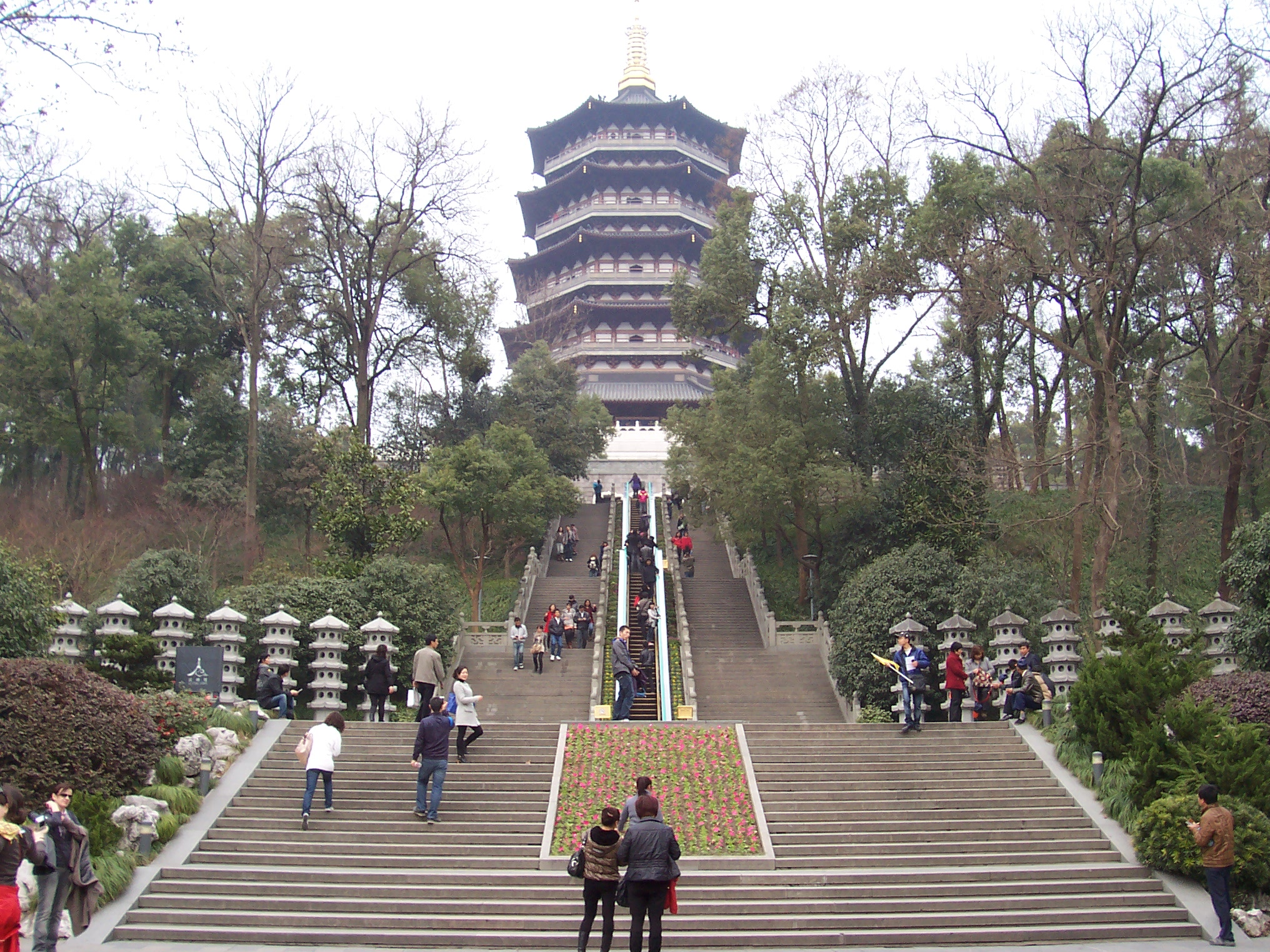
再建後の雷峰塔

1999年10月、杭州市は雷峰塔の再建を決定し、西湖十景のひとつである「雷峰夕照」を復元することにした。2002年10月25日に新しい雷峰塔が完成した。新しい雷峰塔はもとの雷峰塔と同じ場所に建てられた。新塔の塔座の部分は遺跡展示場を兼ねており、かつ多数の文献資料が訪問者に解放されている。

## 名称
雷峰塔の名は、塔が西湖の南岸の夕照山の雷峰の上に建っているため、人々が地名によって呼んだものであり、黄妃塔の名を知る人は少ない。雷峰は夕照山の中峰にあたる。北宋の詩人である林和靖「中峰詩」に「中峰一径分、盤折上幽雲。夕照前村見、秋濤隔嶺聞」ということから、当時すでに名勝であったことがわかる。雷峰という名前自体については、『淳祐臨安志』によると、かつて雷就という人がここに庵を建てて住んでいたことによるという。毛奇齢『西河詩話』によると、山が取りまいているようなので回峰といったが、回と雷の音が似ているので雷峰に誤ったという。梁章鉅は、回の字を異体字で䨓（雨冠に回）と書いたために雷に誤ったのだという説を述べている。

## 文化
雷峰塔は西湖十景のひとつにあげられ、また『白蛇伝』の伝説によれば、宋の時代に鎮江金山寺の住職であった法海が、檀家である許仙の妻の白娘子が蛇の化身であると見ぬき、白娘子を雷峰塔の下に封印して許仙から引き離した。雷峰塔が倒壊したのはちょうど新文化運動の時代にあたり、中国は内憂外患に悩まされていた。魯迅は雷峰塔の倒壊をテーマに2つの文章を書き、それを通じて未来の理想の文明社会の再建と革新に思いをはせた。いっぽう徐志摩と兪平伯は歴史文化の面から雷峰塔の倒壊に対して愛惜の情を示している。徐・兪はそれぞれ詩と文を作ってこの古塔の歴史を追憶した。

### 文学作品
- 魯迅「論雷峰塔的倒掉」、「再論雷峰塔的倒掉」（ともに『墳』(1926)に収める）
- 徐志摩「月下雷峰影片」、「再不見雷峰」
- 吉川幸次郎『雷峰塔』（筑摩書房1956） - 吉川幸次郎は1923年に倒壊直前の雷峰塔を実見したことがある。